# Oscar Zia

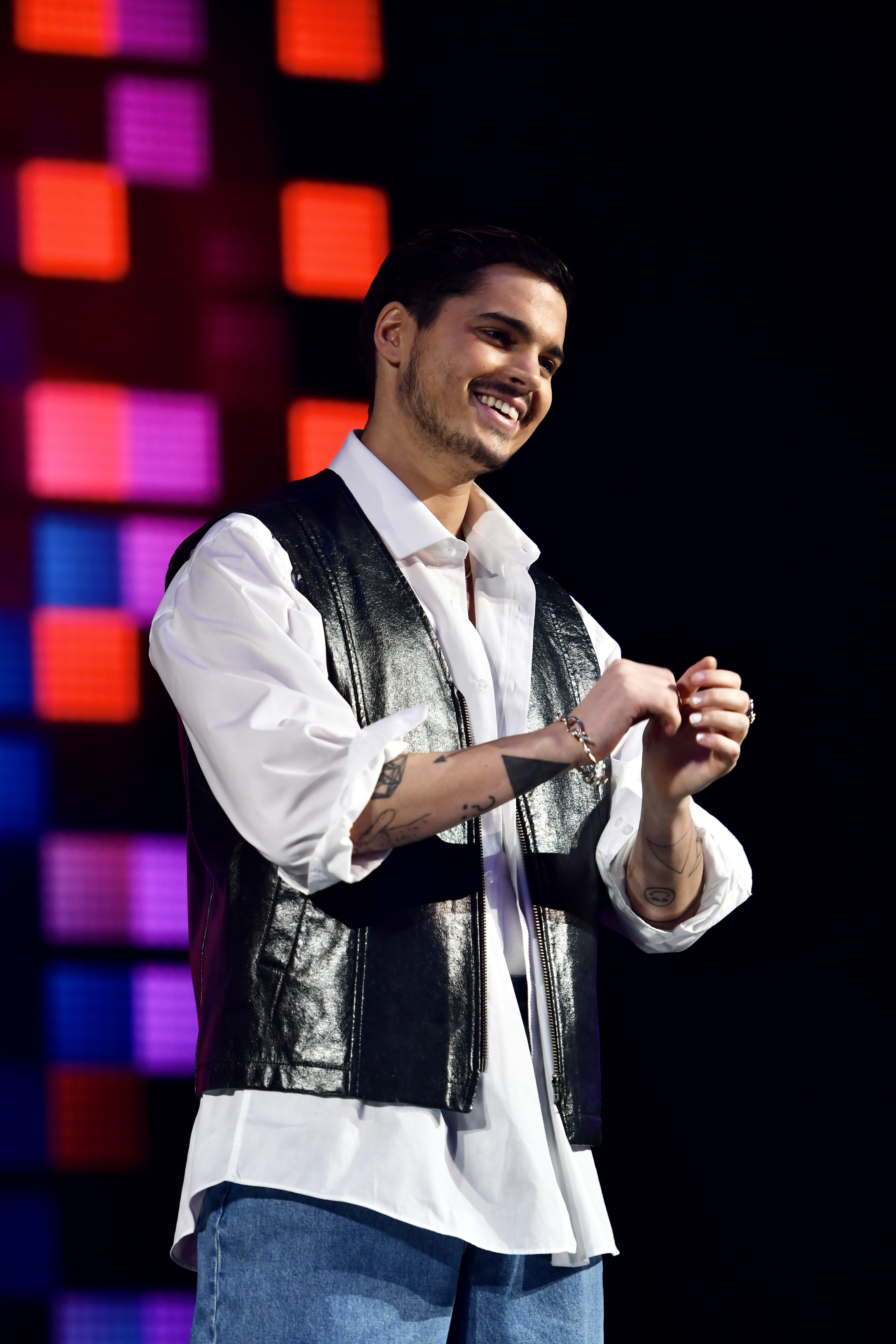
Oscar Zia (2022)

Oscar Zia (* 10. Oktober 1996 in Svedala) ist ein schwedischer Sänger.

## Karriere
Zia, der italienische Wurzeln besitzt, wurde durch seine Teilnahme beim schwedischen X Factor 2012 bekannt. Er kam in die Liveshows und schied als Achter aus dem Wettbewerb aus.
Nach der Teilnahme an X Factor nahm Zia als Hintergrundsänger von Behrang Miri beim Melodifestival 2013 teil. Dort schieden sie im Halbfinale aus. Zia trat danach bei der schwedischen Version von Let’s Dance an und belegte dort den zweiten Platz.
Im Mai 2013 erschien mit #fail die Debütsingle des Künstlers, diese verpasste die schwedischen Singlecharts. Auch Without U, Zias zweite Single, verpasste ebenfalls die Singlecharts.
Im Februar 2014 nahm er am Melodifestivalen 2014 als Soloartist teil, dort präsentierte er den Song Yes We Can. Zia wurde direkt ins Finale gewählt, nachdem er das dritte Halbfinale für sich entschieden hatte. Im Finale erreichte er den achten Platz. 2016 nahm er mit dem Titel Human nochmals am Melodifestivalen teil. Erneut wurde er direkt vom dritten Halbfinale ins Finale gewählt und erreichte dort den zweiten Platz.
2021 moderierte er das 2. Halbfinale vom Melodifestivalen zusammen mit Christer Björkman und Anis Don Demina, 2022 übernahm er die gesamte Moderation vom Melodifestivalen und wurde im Greenroom von Farah Abadi unterstützt.

## Diskografie

### Alben
| Jahr | Titel                     | Höchstplatzierung, Gesamtwochen, AuszeichnungChartsChartplatzierungen (Jahr, Titel, Platzierungen, Wochen, Auszeichnungen, Anmerkungen) | Anmerkungen                         |
| Jahr | Titel                     | SE | Anmerkungen                         |
| ---- | ------------------------- | --- | ----------------------------------- |
| 2014 | I Don’t Know How to Dance | SE3 (7 Wo.)SE | Erstveröffentlichung: 2. April 2014 |

### Singles
| Jahr | Titel Album                          | Höchstplatzierung, Gesamtwochen, AuszeichnungChartsChartplatzierungen (Jahr, Titel, Album, Platzierungen, Wochen, Auszeichnungen, Anmerkungen) | Anmerkungen                            |
| Jahr | Titel Album                          | SE | Anmerkungen                            |
| ---- | ------------------------------------ | --- | -------------------------------------- |
| 2014 | Yes We Can I Don’t Know How to Dance | SE19 Gold · (4 Wo.)SE | Erstveröffentlichung: 22. Februar 2014 |
| 2016 | Human –                              | SE7 Platin · (9 Wo.)SE | Erstveröffentlichung: 28. Februar 2016 |

Weitere Singles
- 2013: #fail (I Don’t Know How to Dance)
- 2013: Without U (I Don’t Know How to Dance)
- 2014: Ballare Con Me (I Don’t Know How to Dance)
- 2016: I Want You